# آکویلا ایتالیانا
آکویلا ایتالیانا (انگلیسی: Aquila Italiana) شرکت خودروسازی ایتالیایی است، که در سال ۱۹۰۶ تأسیس شد.